# Johann Heinrich Schwartz
Johann Heinrich Schwartz (* 1653 wohl in Schlesien; † Ende 1707 oder im Jahr 1708 vermutlich in Berlin) war ein deutscher Maler.

## Leben

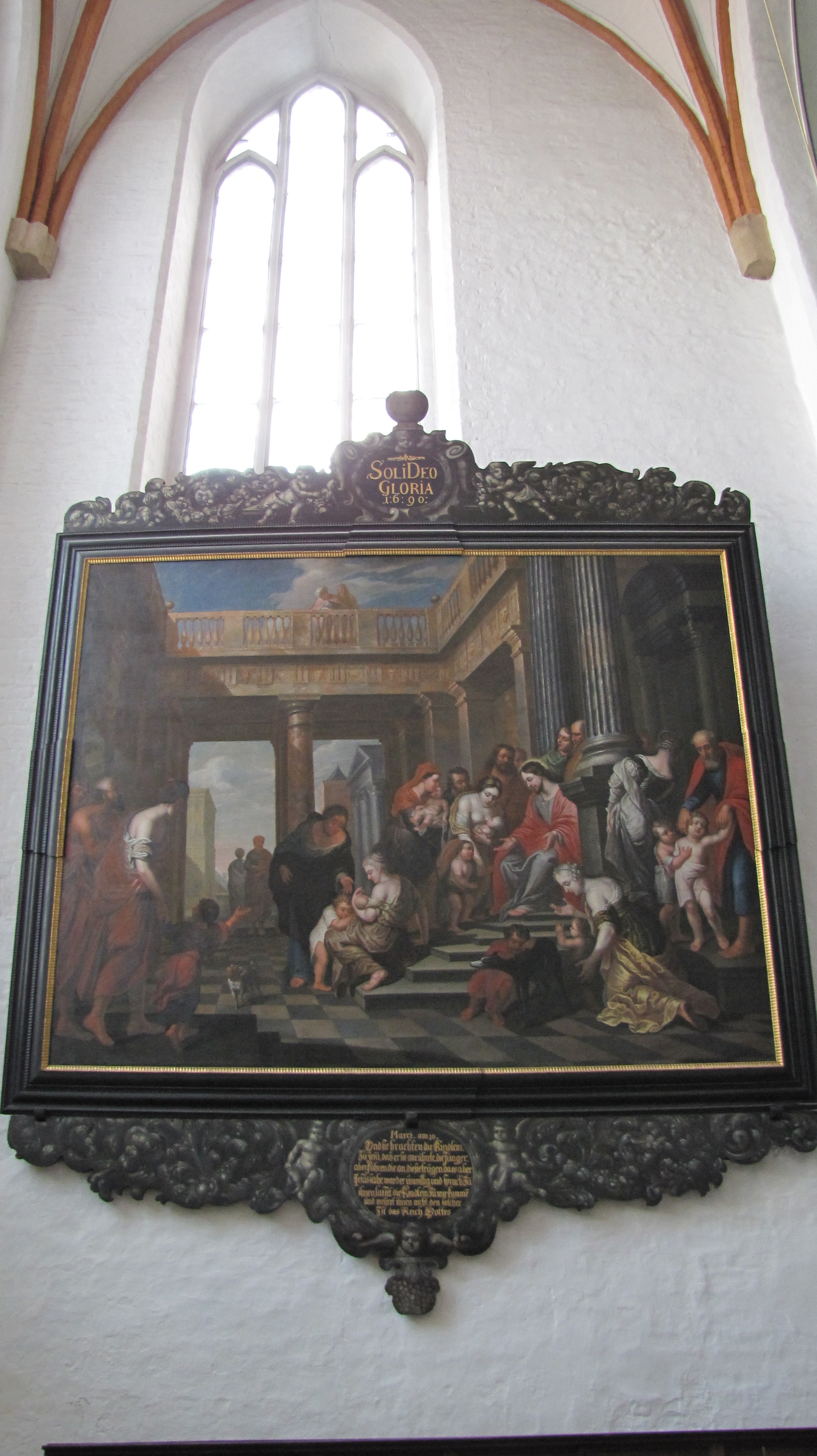
Jesus segnet die Kinder (1690)

Schwartz war 1671 bis 1674 Schüler des Lübecker Malers Jürgen Kunckel und begab sich danach auf Wanderschaft, vermutlich nach Süddeutschland, da seine Gemälde Hinweise auf Kenntnisse der Augsburger und der Nürnberger Kunst der Zeit geben. Er kehrte 1679, zunächst als Freimaler, nach Lübeck zurück und erwarb 1682 das Lübecker Bürgerrecht. Bis 1697 arbeitete er in Lübeck, danach in Berlin. Von 1705 bis 1707 war er als Adjunkt Mitglied der Preußischen Akademie der Künste.
Sein bekanntestes Bild aus Lübecker Zeit ist das großformatige Gemälde Jesus segnet die Kinder (1690), welches eigentlich für die Lübecker Marienkirche geschaffen wurde, dort aber wegen der Auseinandersetzungen seiner Frau mit der lutherischen Orthodoxie in Lübeck nicht gehängt werden konnte, ein Lübecker Kaufmann stiftete es der Jakobikirche, wo es seither in der Taufkapelle hängt.
Zu den erhaltenen Bildern gehört weiter sein Porträt des Landgrafen Friedrich II. von Hessen-Homburg. Lange Zeit galten diese beiden Werke als einzige erhaltene Werke Schwartzes.
Die Hansestadt Lübeck erwarb mit Hilfe der Kaufmannschaft zu Lübeck in der ersten Hälfte der 1950er Jahre im Pariser Kunsthandel für das St.-Annen-Museum ein Vanitas-Stillleben von ihm, das durch einen im Stillleben enthaltenen Zettel mit seinem Namen signiert ist. Nach Gräbke ist es als Gelehrtes Stillleben durch den Niederländer Gerard Dou wie die Lübecker gelehrten Stillleben der Kniller (Zacharias Kniller und seine Söhne) beeinflusst.
Die Kupferstecher Georg Paul Busch, Heinrich Jakob Otto und Johann Georg Wolfgang stachen Bildnisse von Persönlichkeiten nach seinen Porträtgemälden, deren Verbleib in der Kunstgeschichte nicht dokumentiert ist.

## Familie
Schwartz war seit 1683 mit der radikalen Pietistin Adelheit Sibylla Schwartz (1656–1703) verheiratet, die in Lübeck in Gegensatz zu dem Superintendenten August Pfeiffer geriet und (vor dem 1697 endgültig unumgänglichen Fortzug) zeitweilig der Stadt verwiesen wurde. Die beiden hatten sieben Kinder, darunter:
- Johann Friedrich Schwartz (* 1684), zu dessen Paten Johanna Eleonora Petersen gehörte.[4] Er studierte an der Universität Altdorf, wo er 1706 mit einer medizinischen Dissertation den akademischen Grad eines Lizenziaten erwarb; anschließend ließ er sich in Berlin als praktischer Arzt nieder.[5][6][7]
- Der in Berlin und London tätige Porträtmaler Balthasar Schwartz (* 1686). Wie seine Geschwister genoss auch er nach dem Tod der Eltern die finanzielle Unterstützung von Catharina Höttl, einer in Nürnberg lebenden Schwester der Mutter.[6]
- Der dem Vater gleichnamige Johann Heinrich Schwartz (* 1691). Er studierte wie sein ältester Bruder an der Universität Altdorf und wurde später Hofgerichtsadvokat in Württemberg.[8] Während seiner Studienzeit hielt er sich zeitweise bei seiner Tante in Nürnberg auf, bei der auch seine jüngste Schwester lebte.[9]
- Die mit der Mutter gleichnamige Adelheit Sibylla Schwartz (* 1693) fand nach dem Tod der Mutter Aufnahme im Haus von Johanna Eleonora Petersen und Johann Wilhelm Petersen.[10] Sie starb 1709 oder 1710 während eines Aufenthalts bei der Gräfin von Bolhagen.[6]
- Candida Benedicta Schwartz („Candel“) (* 1697) fand nach dem Tod der Mutter Aufnahme im Haus von deren Jugendfreund August Hermann Francke.[11]
- Die jüngste Tochter Veronica (* 1698) kam nach dem Tod des Vaters bei dessen Schwägerin in Nürnberg unter.[6]